# Death Note - Il film
Death Note - Il film (デスノート?, Desu Nōto) è un film del 2006 diretto da Shūsuke Kaneko, adattamento live action della prima parte della serie omonima di manga e anime firmati Tsugumi Ōba e Takeshi Obata. Il film ha avuto due seguiti: Death Note - Il film: L'ultimo nome nello stesso anno e Death Note - Il film: Illumina il nuovo mondo nel 2016, e uno spin-off, L change the WorLd nel 2008.

## Trama
Quando una serie di morti misteriose decima i maggiori criminali in tutto il mondo, la polizia dei principali paesi industrializzati inizia ad investigare alla ricerca di un misterioso personaggio che in qualche modo riesce ad uccidere le persone provocando loro un attacco di cuore. Su internet nascono i primi fan club dedicati a quest'individuo che agli occhi di molti rappresenta la vera giustizia. Viene coniato per l'occasione il nome di Kira, ovvero la pronuncia giapponese del termine killer per chiamare questo eroe.
Light Yagami è un universitario modello, molto intelligente, che vuole seguire le orme del padre ed entrare in polizia. Accedendo alle informazioni segrete della polizia coi dati del padre, scopre quanto debole sia la "giustizia" delle leggi, in quanto un'infinità di criminali è ancora in libertà per mancanza di prove o prescrizione. Deluso dalle istituzioni, trova a terra un quaderno nero dal titolo "Death Note", che riporta un'inquietante serie di regole sul suo utilizzo stampate all'interno, la prima delle quali afferma che la persona il cui nome viene scritto sul quaderno morirà.
Decide allora di mettere alla prova il quaderno scrivendo il nome di un criminale ed ottiene conferma della sua efficacia. Light accetta la responsabilità di questo potere e decide di usarlo per uccidere tutti i criminali e creare un mondo migliore, di cui lui sarà il garante, affiancato da Ryuk, il dio della morte che ha gettato il quaderno nel mondo degli umani. Nel frattempo però L, collaboratore segreto dell'Interpol e famoso per la sua abilità nel risolvere i casi più complessi, contatta la polizia,  che istituisce un gruppo investigativo guidato dal padre di Light.
Spacciando un condannato a morte per se stesso, L sfida in diretta tv Kira, il quale uccide l'uomo. L capisce così che Kira si nasconde nell'area di Tokyo, mentre Light comprende che per poter continuare il proprio disegno ha bisogno di liberarsi di L. Light scopre l'identità di Raye, il membro dell'FBI che lo sta pedinando per conto di L, e orchestra un piano per uccidere lui e gli altri agenti. Tuttavia, la fidanzata di Raye, Naomi Misora, comincia ad investigare su Light. Scoperto il suo nome, Light la fa suicidare sacrificando nella lotta la propria ragazza Shiori, in modo da convincere la squadra anti-Kira a farlo entrare nel gruppo.
Uno squilibrato muore per infarto mentre sta per uccidere la idol Misa Amane, davanti alla quale piove un Death Note, mentre L si presenta a Light e lo accoglie nel team.

## Colonna sonora
La colonna sonora del film è stata curata da Kenji Kawai e si compone delle seguenti tracce:
1. A Heart Attack
2. A Dispute
3. Confused
4. Realize the Limitations
5. Disturbance
6. In the Heart
7. Astonishment
8. A Reality
9. Logic
10. A Challenge
11. Make a Noise in the World
12. A Shadow
13. Test
14. Give the Right Answer
15. Reasoning Powers
16. Carry Out a Plan
17. Memo Paper
18. Be Cute
19. Impatience
20. An Image
21. Suspicion
22. Misuderstanding
23. According to Plan
24. A Sacrifice
25. An Observer
26. Go Into Battle
27. Message from Ryuk

## Distribuzione
Il film è stato distribuito da Dynit il 9 agosto 2017 in Italia sulla piattaforma streaming VVVVID. Il 13 dicembre 2017 è distribuito da Dynit insieme a Death Note - Il film: L'ultimo nome e Death Note - Il film: Illumina il nuovo mondo in DVD e Blu-ray Disc.

## Accoglienza

### Incassi
Al botteghino, il film ha incassato 30 milioni di dollari in tutto il mondo a partire da maggio 2008, compresi 23 milioni di dollari in Giappone, oltre 3,7 milioni di dollari in Corea del Sud e 1,9 milioni di dollari a Hong Kong. In home video, le versioni in DVD di Death Note e Death Note 2: The Last Name hanno venduto oltre 1.027 milioni di unità in Giappone a marzo 2007.

### Critica
Su Rotten Tomatoes, il film ha ottenuto un punteggio del 78% basato su 9 recensioni, con un punteggio medio di 6,4 su 10.